# لئون گلواسکی
لئون گلواسکی (فرانسوی: Léon Glovacki‎; ۱۹ فوریهٔ ۱۹۲۸ – ۹ سپتامبر ۲۰۰۹) بازیکن و مربی فوتبال اهل فرانسه بود.
از باشگاه‌هایی که در آن بازی کرده‌است می‌توان به باشگاه فوتبال سن-اتین، باشگاه فوتبال موناکو، باشگاه فوتبال استاد رنس، باشگاه فوتبال تروا، و باشگاه فوتبال استاد رنس اشاره کرد.
وی همچنین در تیم ملی فوتبال فرانسه بازی کرده‌است.